# Synagogue de Maribor

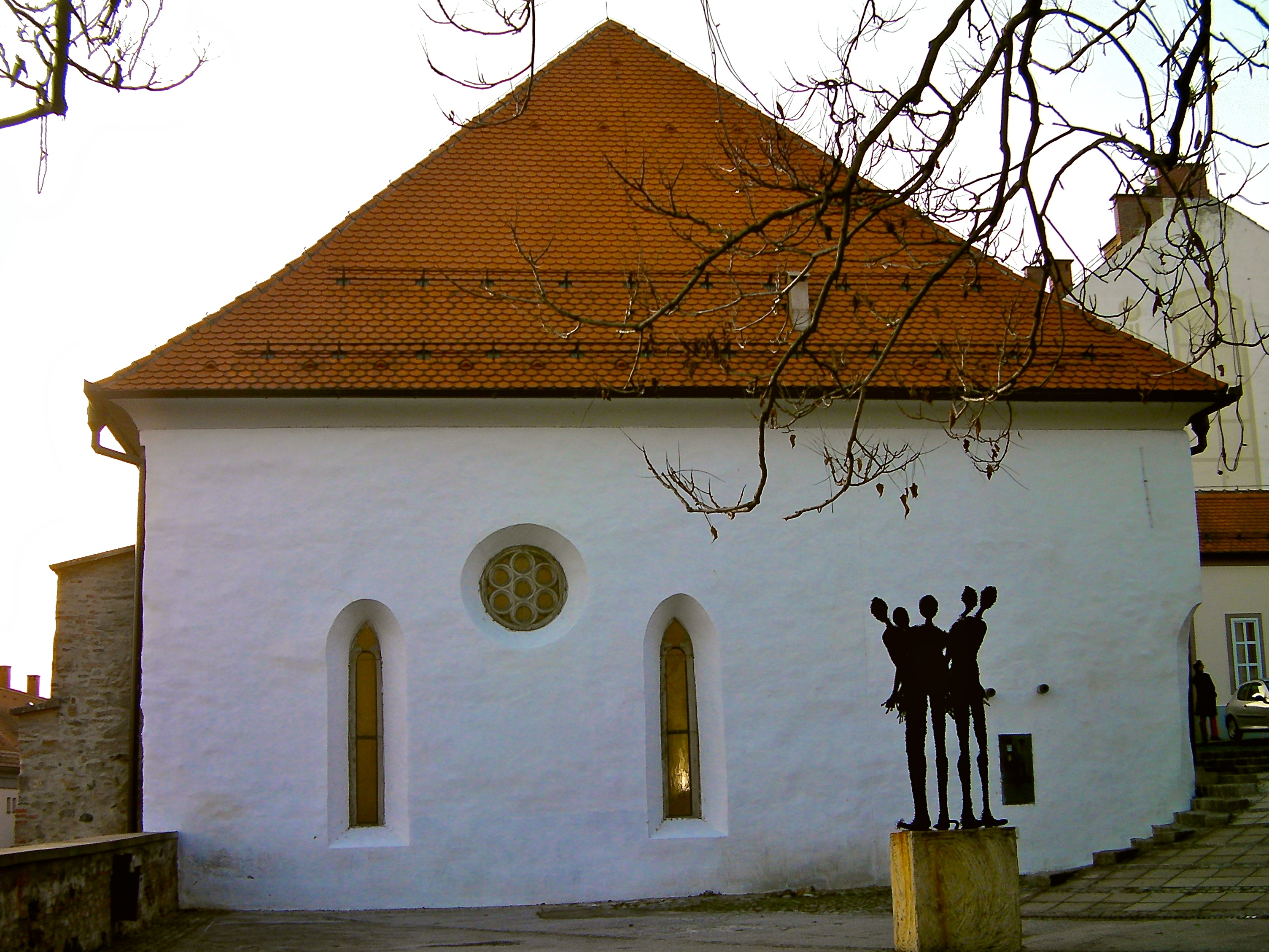
Synagogue et mémorial de l'Holocauste à Maribor

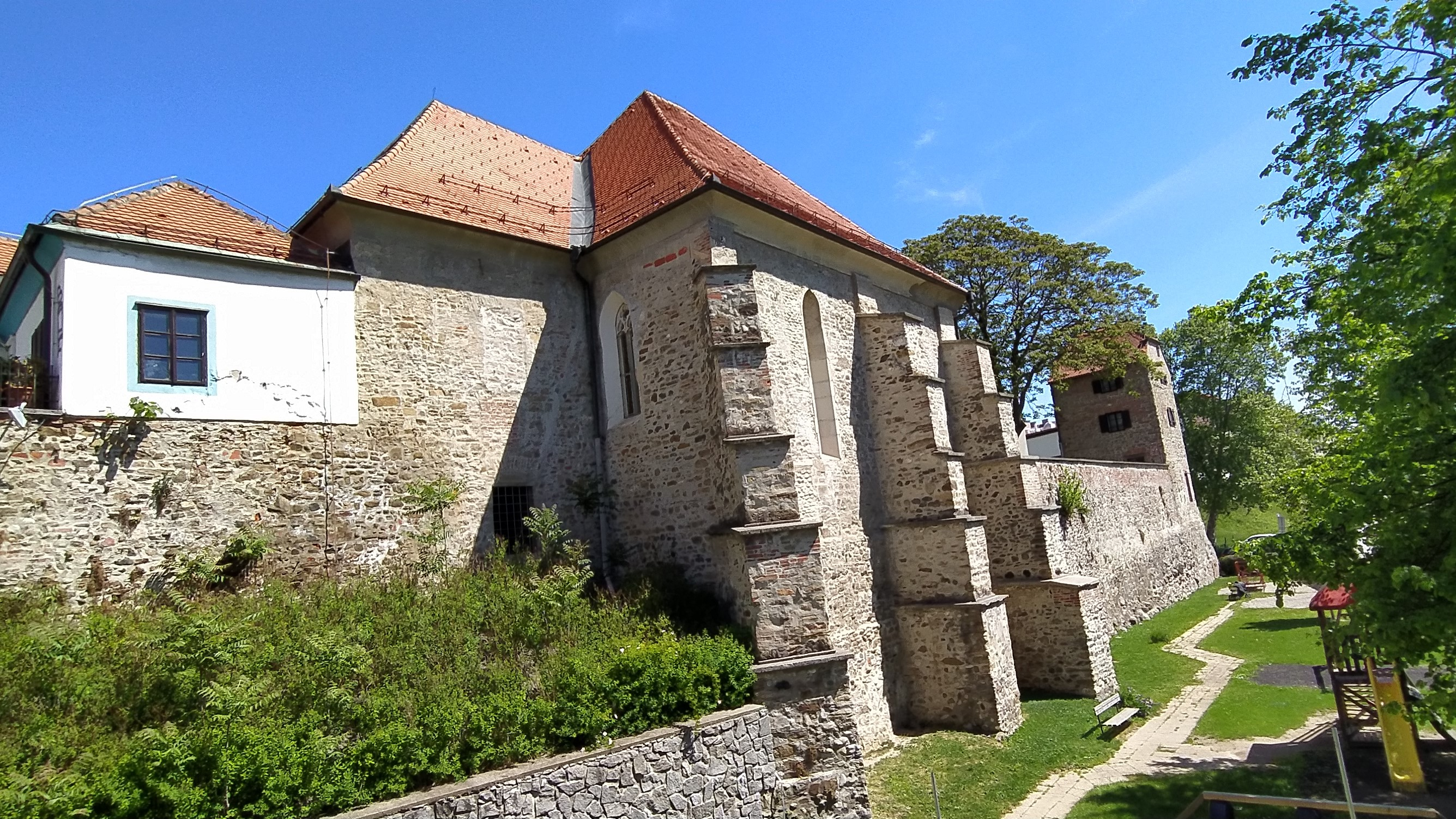
Synagogue de Maribor, avec la tour juive en arrière-plan

La synagogue de Maribor (en slovène : Sinagoga Maribor) dans l'est de la Slovénie a probablement été construite au XIVe siècle. La synagogue désacralisée est un monument culturel protégé depuis 2015. Elle a été utilisée pour les services religieux jusqu'en 1497.

## Histoire
La synagogue est mentionnée pour la première fois en 1354. En 1497, sur ordre du souverain des Habsbourg Maximilien Ier, les Juifs furent contraints de quitter la Styrie, y compris Maribor, qui jusqu'alors était le centre le plus important du judaïsme dans ce qui est aujourd'hui la Slovénie.
En 1501, la synagogue fut transformée en église catholique de Tous les Saints et, après 1785, elle fut modifiée et utilisée comme entrepôt.
Cinq cents ans après que le bâtiment de Židovski trg ait perdu sa fonction initiale, la synagogue a été restaurée mais n'est plus utilisée comme institution religieuse.

## Usage actuel
Depuis 2011, le Centre du patrimoine culturel juif de la synagogue de Maribor y opère, avec pour objectif principal de rechercher, de préserver et de maintenir ce patrimoine en Slovénie. Des événements culturels et académiques sont organisés dans la synagogue pour la revitaliser comme espace de dialogue interculturel et interreligieux.

## Liens Web
- Site officiel
- Notices d'autorité :   - VIAF
  - LCCN
  - Israël
  - WorldCat
- La synagogue de Maribor sur visitmaribor.si (consulté le 21 novembre 2023)
- Synagogue de Maribor : entre faits et réinterprétation (français) Sur l'archéologie, l'histoire et l'architecture.